# New Zealand Open (Badminton)
Die New Zealand Open sind die offenen internationalen Meisterschaften von Neuseeland im Badminton. Mit der Einführung von BWF World Superseries und BWF Grand Prix im Jahr 2007 können sie sich seit diesem Jahr aufgrund des ausgeschütteten Preisgeldes zu den Grand-Prix-Turnieren zählen. Sie waren damit das einzige Top-Turnier in Australien-Ozeanien. In den folgenden Jahren konnten sich jedoch auch die Australian Open in dem gleichen Preisgeldniveau etablieren und 2011 schließlich überholen. Nationale Meisterschaften von Neuseeland gibt es schon seit 1927, die teilweise jedoch auch offen ausgetragen wurden.

## Die Sieger
| Saison    | Herreneinzel            | Dameneinzel         | Herrendoppel                         | Damendoppel                          | Mixed                                    |
| --------- | ----------------------- | ------------------- | ------------------------------------ | ------------------------------------ | ---------------------------------------- |
| 1980      | Dhany Sartika           |                     |                                      |                                      |                                          |
| 1981      | Dhany Sartika           |                     |                                      |                                      |                                          |
| 1982      | Graeme Robson           | Robin Denton        | Chris Bullen Graeme Robson           |                                      |                                          |
| 1983      | Graeme Robson           | Allison Sinton      | Stephen Lobb Jacob van Selm          | Karen Phillips Toni Whittaker        | Philip Horne Allison Sinton              |
| 1984      | Graeme Robson           | Linda Persson       | Stephen Lobb Jacob van Selm          | Karen Phillips Toni Whittaker        | Graeme Robson Toni Whittaker             |
| 1985      |                         |                     |                                      |                                      |                                          |
| 1986      | Graeme Robson           | Toni Whittaker      | Kevin Ross Ryan Whittle              | Karen Phillips Toni Whittaker        | Graeme Robson Toni Whittaker             |
| 1987      | Kerrin Harrison         | Lynne Bignell       | Kerrin Harrison Glenn Stewart        | Lynne Bignell Katrin Lockey          | Graeme Robson Toni Whittaker             |
| 1988      | Philip Horne            | Toni Whittaker      | Kerrin Harrison Glenn Stewart        | Toni Whittaker Jane Clarke           | Graeme Robson Toni Whittaker             |
| 1989      | Kerrin Harrison         | Karin Blair         | Kerrin Harrison Glenn Stewart        | Toni Whittaker Jane Clarke           | Graeme Robson Toni Whittaker             |
| 1990      | Nick Hall               | Stephanie Spicer    | Nick Hall Dean Galt                  | Rhona Robertson Lynne Scutt          | Brent Chapman Tammy Jenkins              |
| 1991      | Wei Yan                 | Anna Lao            | Peter Blackburn Darren McDonald      | Rhonda Cator Anna Lao                | Peter Blackburn Lisa Campbell            |
| 1992      | Dean Galt               | Julie Still         | Dean Galt Andrew Compton             | Rhona Robertson Tammy Jenkins        | Grant Walker Sheree Jefferson            |
| 1993      | Dean Galt               | Rhona Robertson     | Dean Galt Kerrin Harrison            | Rhona Robertson Liao Yue Jin         | Dean Galt Liao Yue Jin                   |
| 1994      | Oliver Pongratz         | Song Yang           | Michael Helber Michael Keck          | Lisa Campbell Amanda Hardy           | Peter Blackburn Rhonda Cator             |
| 1995      | Tam Kai Chuen           | Song Yang           | He Tim Chan Siu Kwong                | Rhona Robertson Tammy Jenkins        | He Tim Chan Oi Ni                        |
| 1996      | Tam Kai Chuen           | Li Feng             | Ma Che Kong Chow Kin Man             | Rhona Robertson Tammy Jenkins        | Tam Kai Chuen Tung Chau Man              |
| 1997      | Nick Hall               | Li Feng             | Ma Che Kong Liu Kwok Wa              | Rhona Robertson Tammy Jenkins        | Ma Che Kong Tung Chau Man                |
| 1998      | Geoffrey Bellingham     | Li Feng             | Daniel Shirley Dean Galt             | Rhona Robertson Tammy Jenkins        | Dean Galt Tammy Jenkins                  |
| 2000      | Geoffrey Bellingham     | Rhona Robertson     | Daniel Shirley John Gordon           | Masami Yamazaki Keiko Yoshitomi      | Peter Blackburn Rhonda Cator             |
| 2002      | Geoffrey Bellingham     | Kim Ji-hyun         | Daniel Shirley John Gordon           | Nicole Gordon Sara Runesten-Petersen | Daniel Shirley Sara Runesten-Petersen    |
| 2003      | Shoji Sato              | Lenny Permana       | Ashley Brehaut Travis Denney         | Nicole Gordon Rebecca Gordon         | Travis Denney Kate Wilson-Smith          |
| 2004      | Andrew Smith            | Huang Chia-chi      | Shuichi Nakao Shuichi Sakamoto       | Rachel Hindley Rebecca Gordon        | Craig Cooper Lianne Shirley              |
| 2005      | Sairul Amar Ayob        | Adriyanti Firdasari | Boyd Cooper Travis Denney            | Rachel Hindley Rebecca Bellingham    | Daniel Shirley Sara Runesten-Petersen    |
| 2006      | Lee Tsuen Seng          | Huang Chia-chi      | Eng Hian Rian Sukmawan               | Jiang Yanmei Li Yujia                | Hendri Kurniawan Saputra Li Yujia        |
| 2007      | Andre Kurniawan Tedjono | Zhou Mi             | Chan Chong Ming Hoon Thien How       | Ikue Tatani Aya Wakisaka             | Devin Lahardi Fitriawan Lita Nurlita     |
| 2008      | Lee Tsuen Seng          | Zhou Mi             | Chen Hung-ling Lin Yu-lang           | Chien Yu-chin Chou Chia-chi          | Chen Hung-ling Chou Chia-chi             |
| 2009      | Chan Yan Kit            | Sayaka Sato         | Rupesh Kumar Sanave Thomas           | Annisa Wahyuni Anneke Feinya Agustin | Fran Kurniawan Pia Zebadiah              |
| 2010      | nicht ausgetragen       | nicht ausgetragen   | nicht ausgetragen                    | nicht ausgetragen                    | nicht ausgetragen                        |
| 2011      | Riichi Takeshita        | Sayaka Sato         | Danny Bawa Chrisnanta Hendra Wijaya  | Yuriko Miki Koharu Yonemoto          | Danny Bawa Chrisnanta Vanessa Neo Yu Yan |
| 2012      | abgesagt                | abgesagt            | abgesagt                             | abgesagt                             | abgesagt                                 |
| 2013      | Riichi Takeshita        | Deng Xuan           | Angga Pratama Rian Agung Saputro     | Ou Dongni Tang Yuanting              | Praveen Jordan Vita Marissa              |
| 2014      | Wang Tzu-wei            | Nozomi Okuhara      | Selvanus Geh Kevin Sanjaya Sukamuljo | Tang Hetian Renuga Veeran            | Alfian Eko Prasetya Annisa Saufika       |
| 2015      | Lee Hyun-il             | Saena Kawakami      | Huang Kaixiang Zheng Siwei           | Xia Huan Zhong Qianxin               | Zheng Siwei Chen Qingchen                |
| 2016      | Huang Yuxiang           | Sung Ji-hyun        | Ko Sung-hyun Shin Baek-cheol         | Yuki Fukushima Sayaka Hirota         | Chan Peng Soon Goh Liu Ying              |
| 2017      | Lee Cheuk Yiu           | Ratchanok Intanon   | Chen Hung-ling Wang Chi-lin          | Vivian Hoo Kah Mun Woon Khe Wei      | Ronald Alexander Annisa Saufika          |
| 2018      | Lin Dan                 | Sayaka Takahashi    | Chen Hung-ling Wang Chi-lin          | Ayako Sakuramoto Yukiko Takahata     | Wang Chi-lin Lee Chia-hsin               |
| 2019      | Jonatan Christie        | An Se-young         | Mohammad Ahsan Hendra Setiawan       | Kim So-young Kong Hee-yong           | Chan Peng Soon Goh Liu Ying              |
| 2020 2024 | nicht ausgetragen       | nicht ausgetragen   | nicht ausgetragen                    | nicht ausgetragen                    | nicht ausgetragen                        |